# 小松山音右衛門
小松山音右衛門（こまつやま おとえもん、生没年不詳）は、山城国（現:京都府）出身の元大相撲力士。最高位は前頭筆頭。

## 経歴
京都賀茂の生まれ。同郷の名取川浦右エ門の弟子。1757年から1760年にかけて江戸相撲に3場所在籍したが、成績は明らかになっていない。
右さしが得意で、大関の雪見山堅太夫と並び称された。